# Adolph Douai

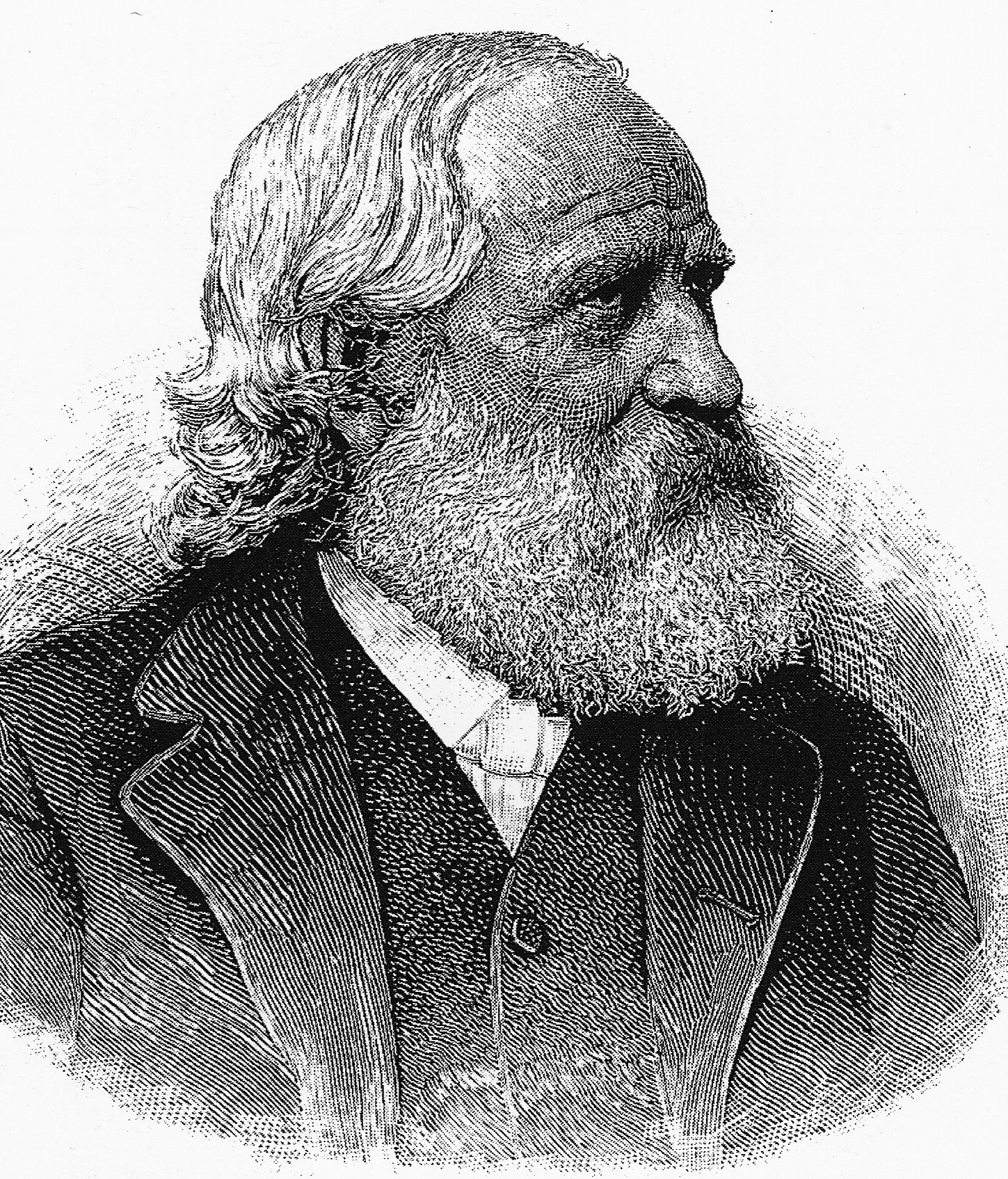
Adolph Douai

Carl Daniel Adolph Douai (* 22. Februar 1819 in Altenburg, Herzogtum Sachsen-Altenburg; † 21. Januar 1888 in Brooklyn, New York City, USA) war ein deutsch-amerikanischer Journalist, Autor, Zeitungsverleger, Sozialreformer (Marxist) und Pädagoge, einer der ersten Gründer eines Kindergartens in den USA.

## Familie
Er entstammte einer Lehrerfamilie und war der Sohn des Lehrers Carl Eduard Douai (1793–?) und der Eleonora Scheyer (1797–?).
Douai heiratete am 25. September 1843 in Moderwitz bei Jena (Herzogtum Sachsen-Altenburg) Agnes Freiin von Beust (* 18. Februar 1819 in Dresden, Sachsen; † 13. Dezember 1898 in Brooklyn, New York, USA), die Tochter des Maximilian Freiherr von Beust (?–1832) und der Charlotte Freiin von Haacke (1788–1861). Das Ehepaar Douai hatte zehn Kinder (zwei Söhne und acht Töchter).

## Leben

### Revolutionär in Deutschland
Schon im Alter von vier Jahren soll Douai bei seinem Vater Schreiben, Lesen und Rechnen gelernt haben. Er besuchte in Altenburg das Gymnasium und studierte anschließend mit einem Stipendium der Stadt Altenburg an der Universität Leipzig Theologie, Philologie und Geschichte. 1841 ging er auf eine mehrjährige Studienreise, die ihn u. a. auch ins Baltikum nach Estland führte, wo er als Privatlehrer arbeitete. Während dieser Zeit promovierte er an der Universität Dorpat zum Doktor der Philologie. Im Selbststudium erwarb er umfangreiche Kenntnisse der Weltliteratur und der modernen Naturwissenschaften. Erst 1846 kehrte er, inzwischen seit drei Jahren verheiratet, in seine Heimatstadt Altenburg zurück, wo er erfolgreich eine von ihm gegründete neuartige Privatschule führte, die abweichend von den klassischen Lehrinhalten den Naturwissenschaften und modernen Sprachen den Vorzug gab.
Er beteiligte sich engagiert an der deutschen Vormärz-Bewegung, schrieb Artikel für verschiedene Zeitungen, in denen er sich für die revolutionären Ziele aussprach, und gehörte zu den führenden Republikanern im Herzogtum Sachsen-Altenburg. In seiner Schrift Das ABC des Sozialismus aus 1851 lehnte er sich eng an die pädagogischen Ansichten Friedrich Wilhelm August Fröbels (1782–1852) an. Wegen seines revolutionären, sozialistischen Engagements wurde Douai mindestens fünfmal vor Gericht gestellt und erhielt auch zwei Haftstrafen, darunter ein Jahr Gefängnis, und Berufsverbot. Nach seiner Freilassung wanderte er wie viele Intellektuelle und Freidenker nach Texas aus (siehe: Forty-Eighters).

### Journalist und Pädagoge in den USA
Douai erreichte Texas im Mai 1852, hielt sich zunächst mit anderen Flüchtlingen kurz im Latin Settlement Sisterdale (Kendall County) bei Nicolaus Zink (1812–1887) auf und siedelte sich dann in New Braunfels im benachbarten Comal County an, wo er sogleich eine Schule gründete. Doch schon im folgenden Jahr 1853 zog es ihn nach San Antonio (Bexar County), wo er der Herausgeber der neu gegründeten San Antonio Zeitung wurde.
Diese Zeitung hatte zu Anfang pädagogische und literarische Inhalte, doch schon bald nutzte Douai sie als Plattform gegen die Sklaverei (Abolitionismus). In einer Serie von Leitartikeln wetterte er gegen die Sklaverei als ein Übel, das mit den Idealen der Demokratie unvereinbar sei und forderte eine Nation „freier Bauern auf eigenem Boden“, womit er allseits schärfste Proteste erntete. Dies ging sogar so weit, dass Freiwillige des lokalen deutschen „Turnvereins“ sein Büro vor wütenden Sklaverei-Befürwortern schützen mussten.
Die generelle Abneigung der deutschen Einwanderer gegen die Sklaverei trennte sie von ihren anglo-amerikanischen Nachbarn, außerdem unterschieden die Deutschen sich durch Sprache und Kultur. Ihr Alltag bestand jedoch damals überwiegend aus Landwirtschaft, Handwerk und Handel, so dass sie auch als kleinere Volksgruppe relativ eigenständig leben konnten.
Doch nach der texanischen Staatsversammlung (Texas State Convention) im Jahr 1854 begann auch innerhalb dieser Gruppe der deutschen Einwanderer die Unterstützung für Douais Ideen zu schwinden. Mehrere deutsche Ortschaften verfassten Resolutionen gegen seine Zeitung und Kaufleute verweigerten die Schaltung von Anzeigen. Daraufhin beschlossen die Gesellschafter, die Zeitung zu verkaufen, und Douai kaufte sie zusammen mit dem amerikanischen Landschaftsarchitekten und Reiseschriftsteller Frederick Law Olmsted (1822–1903).
Douai setzte in der Zeitung unverändert seinen Kampf gegen die Sklaverei fort und forderte schließlich in der Ausgabe vom 9. Februar 1855 sogar einen eigenen freien Staat im westlichen Teil von Texas. Als aber 1856 die Einnahmen weiter zurückgingen, verkaufte er seinen Anteil an Gustav Schleicher (1823–1879) und verließ Texas.
Douai ging in die Nordstaaten nach Boston (Massachusetts), gründete dort wieder eine Schule und 1859 nach Fröbel’schen Vorstellungen (wohl) den ersten öffentlichen Kindergarten der USA – unter der Schirmherrschaft eines von ihm selbst gegründeten Arbeitervereins (Anmerkung: Margarethe Schurz hatte allerdings schon 1856 den ersten privaten Kindergarten in ihrem Wohnhaus eingerichtet). Er trat der neuen Republikanischen Partei bei und reiste durchs Land, um seine deutschen Landsleute für diese Partei zu interessieren.
Doch wegen seines zugegebenen Atheismus bekam er auch in Boston Ärger mit seinen Gegnern und verließ die Stadt schon 1860 wieder.
Er zog weiter nach Hoboken (New Jersey), wo er Direktor einer deutschen Schule wurde und außerdem Chefredakteur des New Yorker Democrat. Im Jahr 1866 zog er schließlich direkt nach New York City, wo er sich für die Einrichtung von Kindergärten einsetzte. Er gründete mehrere Schulen, schrieb 1871 ein Kindergarten-Handbuch und formulierte Richtlinien zur Erziehung. Als Leiter und Lehrer dieser Schulen und Kindergärten war er immer bemüht, Fröbels pädagogische Leitlinien in die Praxis umzusetzen.
In den Jahren 1868 bis 1870 war er Herausgeber einer Arbeiter-Zeitung, der New Yorker Arbeiter-Union, und war in New York der führende Marxist. Von 1878 bis zu seinem Tod im Jahr 1888 war er zehn Jahre lang zusammen mit Alexander Jonas der Herausgeber der Neu Yorker Volkszeitung, einer der langlebigsten Zeitungen der USA.
Privat war Douai ein ausgezeichneter Pianist, trat sogar bei gesellschaftlichen Anlässen mit anderen Musikern öffentlich auf und komponierte mehr als 60 Musikstücke. Während seiner Jahre in San Antonio gründete er den Gesangverein, den er auch selbst leitete und dessen Mitglieder er 1853 nach New Braunfels führte, als dort das erste „Sängerfest“ stattfand.
Zum Ende seines Lebens hatte er insgesamt 35 Bücher und seine Memoiren über sein Leben in Texas geschrieben.

## Bibliografie
- Allgemeine Volkszeitung. In Verbindung mit A. Dölitsch, D. Douai, A. Erbe, K. Rößler, Wiedermann und Anderen hrsg. von Eduard Pelz (Treumund Welp). Leipzig, Altenburg 1848–1849 [19. September 1848 Probenummer; 1. Oktober 1848 bis 31. März 1849.]
- Das ABC des Sozialismus. Altenburg 1851
- The Kindergarten. A Manual for the Introduction of Fröbel’s System of Primary Education into the Public Schools, and for the use of Mothers and Private Teachers. New York 1871 – Übersetzung ins Japanische von Shinzo Seki, Tokyo (Japan) 1876
- Kindergarten und Volksschule als sozialdemokratische Anstalten. Leipzig 1876